# Staudt
Staudt ist eine Ortsgemeinde im Westerwaldkreis in Rheinland-Pfalz. Sie gehört der Verbandsgemeinde Wirges an.

## Geographische Lage
Der Ort liegt im südlichen Westerwald, am Rande der Montabaurer Senke (Teilbereich des geographischen „Unteren Westerwaldes“) und gehört zum so genannten Kannenbäckerland. Mit seinem südlichen Teil breitet sich Staudt auf dem 286 Meter hohen Hang des Berges Am Hähnchen aus, während sich der Ort mit seiner weiteren Fläche in 265 Meter Höhe nach Osten und Westen in einer Ebene ausdehnt. Im Norden liegt das restliche Wohn- und Neubaugebiet auf den Ausläufern des 277 Meter hohen Krambergs. Durch Staudt fließen der Aubach und der Krümmelbach. Südwestlich von Staudt auf dem Gebiet des Montabaurer Ortsteils Eschelbach liegt der Fussenacker (291 m ü. NHN).

## Geschichte

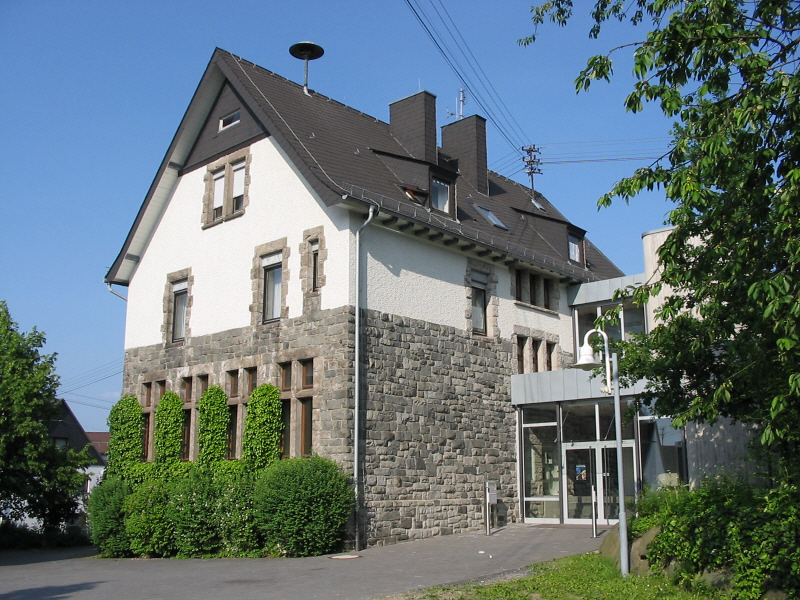
Die Alte Schule in Staudt

Den Ort Staudt gibt es seit dem Spätmittelalter. Er gehört von jeher zur Pfarrei Wirges, die ursprünglich eine Tochterpfarrei der Pfarrei Humbach-Montabaur war, sich im Laufe der Zeit aber verselbstständigte. Das Patronatsrecht und der Zehnte (ein Pachtzins) der Pfarrei Wirges wiederum stand dem St. Florinsstift von Koblenz zu. Die erste urkundliche Erwähnung von Stude resultiert aus einer Urkunde des Florinstiftes aus dem Jahre 1367. Genauer gesagt ging es dort um die Verpachtung von Korn, Hafer und Hühnern innerhalb des Bannes Montabaur, zu dem auch Staudt zählte. Im Bann Montabaur übte der Erzbischof von Trier die alleinige Gewalt über die Bewohner aus, die Dörfer waren zu Frondiensten verpflichtet, d. h. die Einwohner waren unfrei, zählten als „Güter“ und gingen bei Verkauf oder Tausch in den Besitz des neuen Herren über. Der Bann war in einzelne Verwaltungsbezirke aufgeteilt, zusammen mit sechs weiteren Orten bildete Staudt -mindestens ab 1488- die sogenannte „große Zeche“, bis im Jahre 1653 eine Neuaufteilung erfolgte. Von dort an gab es eine Zeche mit Leuterod, Hosten, Ötzingen und Staudt.
Dies war kurz nach dem Ende des Dreißigjährigen Kriegs, der auch für Staudt nicht ohne Folgen blieb, da die Familienzahl von 18 im Jahr 1605 auf neun 1684 gesunken war. Es ist anzunehmen, dass es bei Kriegsende noch weniger Einwohner gab, da ein Verzeichnis von 1678 lediglich sieben Familien auflistet. Vorbeiziehende Heere brachten Schrecken und Armut in den Bann Montabaur, viele Menschen flüchteten, fast zwei Drittel starben. Vermutlich Ende des 17. Jahrhunderts wurde der Bann Montabaur aufgeteilt, und es entstand ein Bann Wirges (ein genaues Datum ist nicht bekannt), dem auch Staudt angehörte. Der Amtsverwalter Hofrat Linz berichtet 1786 folgendes:
„Die Einwohner des Bannes Wirges zeichnen sich merklich aus, sind arbeitsam, mutig (d.h. unternehmungslustig) und doch gelehrig, lieben die Fremde, sind zu Haus bis zum Geiz sparsam und im Wirtshaus zum Prahlen verschwenderisch, können mehr reinlich als unreinlich genannt werden.“
Seit dem Ende des Heiligen Römischen Reiches Deutscher Nation im Jahre 1806 bis zum Deutschen Krieg 1866 zählte der Ort (damals auf der Seite Österreichs kämpfend) zum neugegründeten Herzogtum Nassau. Nassau wurde annektiert, Staudt war fortan preußisch und zunächst Teil des Norddeutschen Bundes, später dann des Deutschen Reiches. Zwei Weltkriege haben der Ort und seine Bewohner durchlebt. Bei einem Bombenangriff wurden am 18. März 1944 18 Gebäude völlig zerstört. Aber nicht nur diese Häuser sind längst wieder aufgebaut; es gelang, den Wandel von einer landwirtschaftlich zu einer von Industrie und Dienstleistung geprägten Siedlung einzuleiten.

## Religion
Der überwiegende Teil der Bevölkerung ist römisch-katholisch. Im Ort befindet sich eine Filialkirche der Pfarrei St. Bonifatius (Wirges), die zum Bistum Limburg gehört. Die rund 140 evangelischen Christen werden von der Evangelischen Martin-Luther-Kirchengemeinde Wirges betreut, die Teil der Evangelischen Kirche in Hessen und Nassau ist.

## Politik

### Bürgermeister
Sven Normann wurde am 22. August 2019 Ortsbürgermeister von Staudt. Bei der Direktwahl am 26. Mai 2019 war er mit einem Stimmenanteil von 71,67 % für fünf Jahre gewählt worden. Er wurde im Juni 2024 wiedergewählt.
Normanns Vorgängerin war Ortsbürgermeisterin Waltraud Birk.

## Wirtschaft und Infrastruktur

### Tonabbau
Wie in der weiteren Umgebung wird auch in Staudt Ton abgebaut. Das größte Unternehmen der Tonverarbeitung ist die Fa. Osmose. Diese stellt Keramikprodukte her, ist aber seit 2021 insolvent. Die weitere Zukunft ist unklar.

### Verkehr

#### Individualverkehr
Per PKW sind die Städte Wirges und Montabaur nach ca. zwei Kilometern erreichbar. Die Bundesstraße 255 sowie die A3 sind ca. drei Kilometer entfernt.

#### Eisenbahnverkehr
Bis 1981 gab es den Haltepunkt Bannberscheid-Staudt an der Bahnstrecke Herborn–Montabaur.
Der Bahnhof Goldhausen an der Bahnstrecke Limburg-Staffel–Siershahn (Unterwesterwaldbahn) sowie der Bahnhof Montabaur an der Schnellfahrstrecke Köln–Rhein/Main sowie der Unterwesterwaldbahn sind die nächsten Zusteigemöglichkeiten im Personenverkehr, Montabaur liegt etwa vier Kilometer entfernt.

#### Regional- und Fernbusverkehr
Staudt wird in unregelmäßigem Takt durch Regionalbusse der Rhein-Mosel Verkehrsgesellschaft bedient. Vom nahe gelegenen Bahnhof Montabaur verkehren Busse in alle größeren Orte des Westerwaldkreises und nach Koblenz. Ebenso besteht dort Anschluss an Fernbusse.

## Familienname Staudt
Der Familienname Staudt existiert recht häufig. Dies hat seinen Ursprung darin, dass es bei der Entstehung der Nachnamen (so wie wir sie heute kennen) unter anderem üblich war, die Menschen ihrem Heimatort zuzuordnen. Oft wurden auch Berufsbezeichnungen oder Spitznamen verwendet. Der Nachname Staudt ist zweifelsfrei eine so genannte „Herkunftsbezeichnung“, d. h., dass die Ur-Ahnen derjenigen, die heute den Nachnamen Staudt tragen, auch tatsächlich aus Staudt stammen. Zahlreiche deutschstämmige Emigranten haben den Namen seit dem 18./19. Jahrhundert auch im Ausland verbreitet.
Im Jahre 1367 tauchte Staudt als Stude auf, 1388 heißt es Stut, 1448 Stude. 1557 wird ein trierischer Rat Michael Staudt von Limburg erwähnt. Ende des 17. Jahrhunderts wurde in den Hambrücker Kirchenbüchern der Ort als Stauth erwähnt. Zu Beginn des 18. Jahrhunderts hat sich die heutige Schreibweise Staudt etabliert.

## Weiher
Zu Staudt gehören die südlich des Dorfes gelegenen Weiher Schräderweiher (wird im Volksmund zum Teil auch "Frieseweiher" genannt), Weberweiher (beide im Gebiet der Äppelheck), Morschenweiher, welcher in längeren Trockenzeiten nur ein Tümpel ist, sowie die südwestlich gelegene Muhl. In unmittelbarer Nähe -aber zum Teil auf den Gemarkungen von Montabaur und Dernbach- befinden sich die Ochsenheide, der Brinkenweiher und der Fussenweiher.

## Sehenswertes

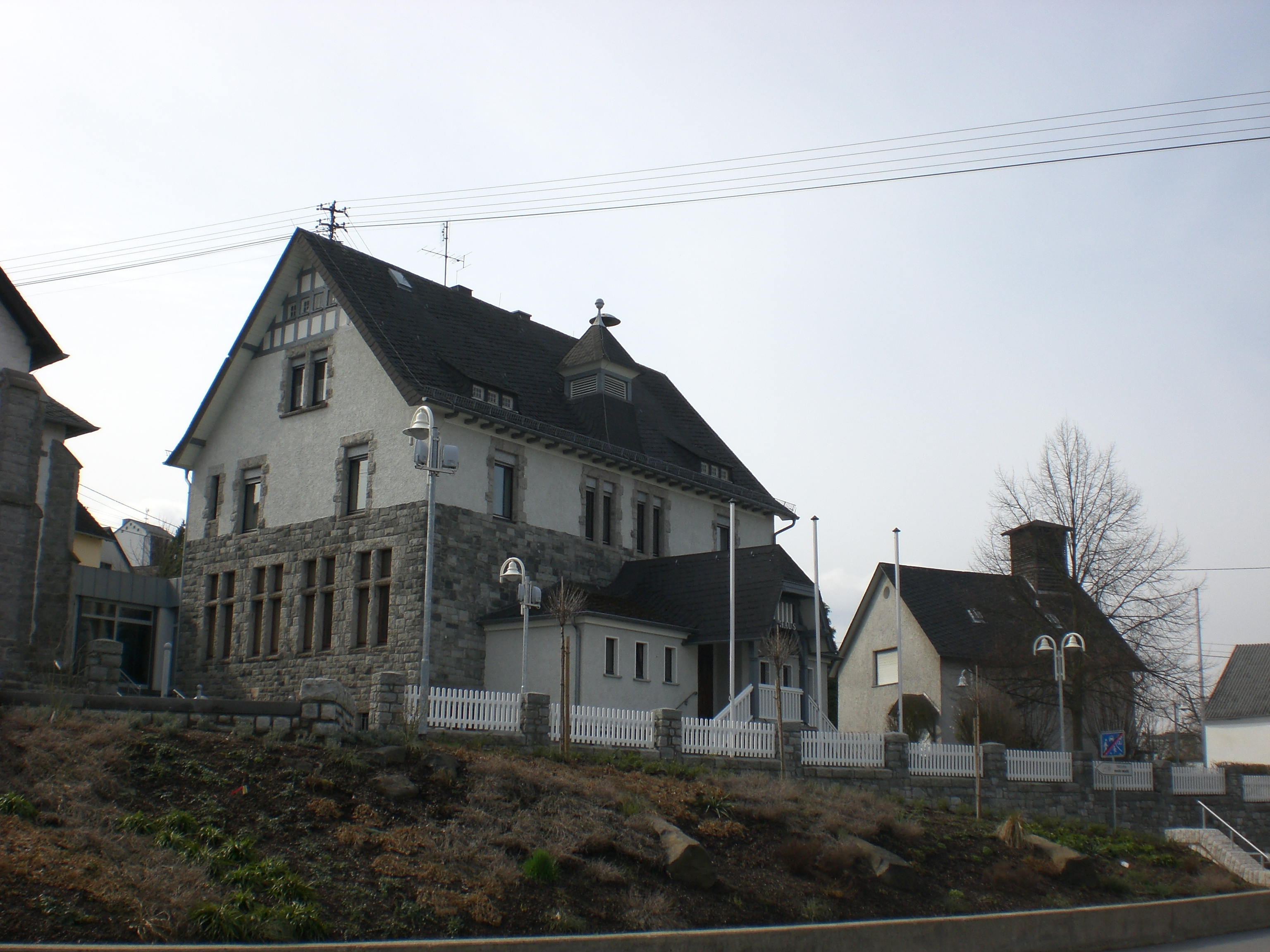
Ortsmitte Staudt
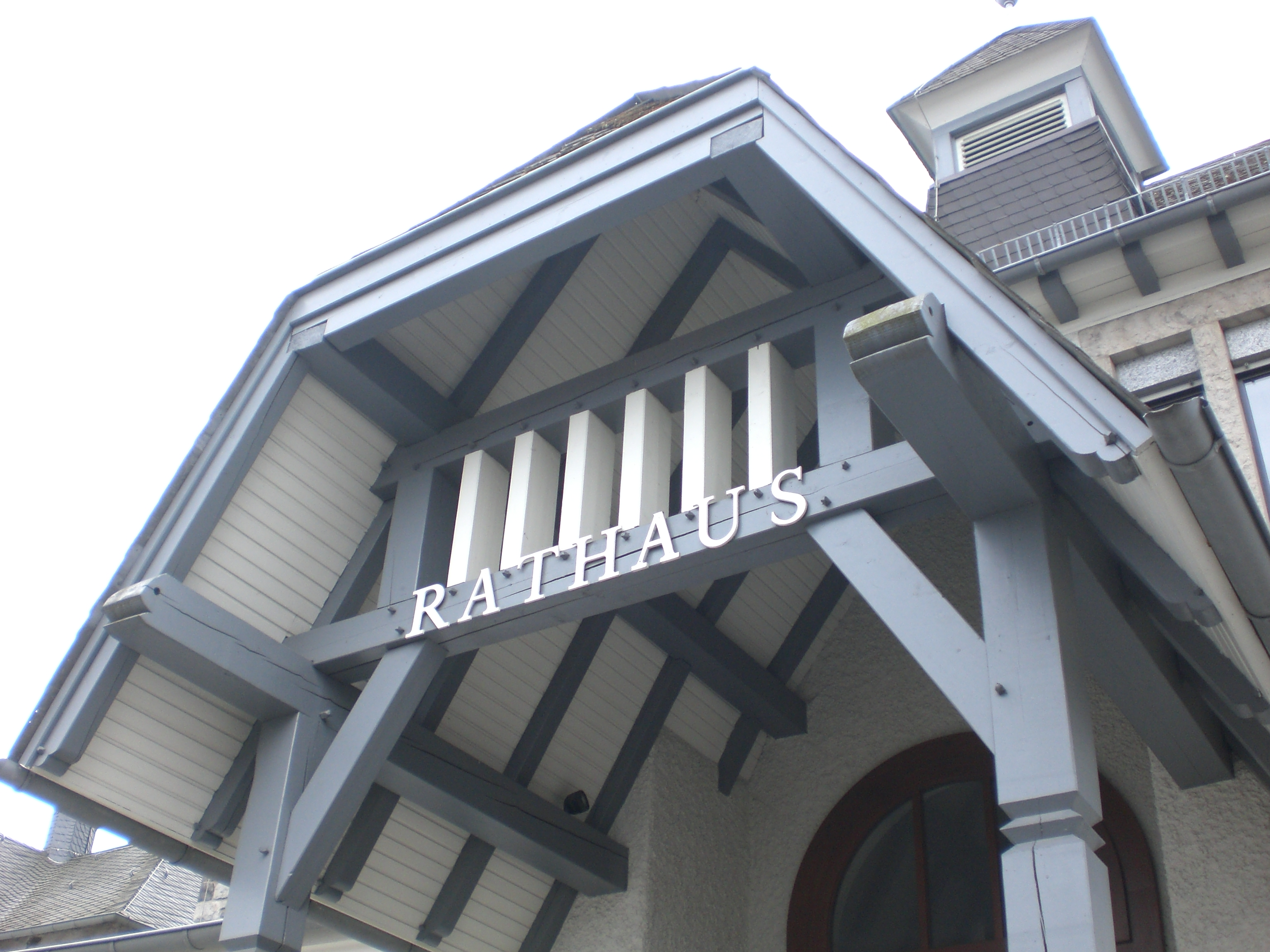
Rathaus

- Alte Schule (heute das Rathaus), erbaut 1907/08 – an Stelle der Schule von 1753
- Alte Kirche, erbaut 1865, erweitert 1922/23
- Neue Kirche, erbaut 1959
- Waldkapelle in der Ös, renoviert 2007
- Birkensportplatz, ursprünglich mit Aschenrundbahn, erbaut 1945
- Sportlerheim, erbaut 1991
- Siehe auch Liste der Kulturdenkmäler in Staudt